# Darfield-Erdbeben von 2010
Das Darfield-Erdbeben von 2010, auch als Christchurch-Erdbeben von 2010 bekannt, war mit der Stärke 7,1 MW und den verursachten Schäden in der Stadt Christchurch, das bis zu diesem Zeitpunkt folgenschwerste Erdbeben in Neuseeland seit dem Hawke’s-Bay-Erdbeben im Jahr 1931, bei dem die Stadt Napier fast vollständig zerstört worden war. Mit zwei Schwerverletzten in der Stadt Christchurch verlief das Beben vergleichsweise glimpflich. In Bezug auf Schäden an Gebäuden und Infrastruktur waren die Zerstörungen allerdings erheblich. Mit geschätzten 5 bis 6 Mrd. NZD (ca. 2,8 bis 3,5 Mrd. Euro) Kosten galt das Beben vom 4. September als das bis dahin teuerste Erdbeben in der Geschichte Neuseelands.

## Tektonischer Hintergrund

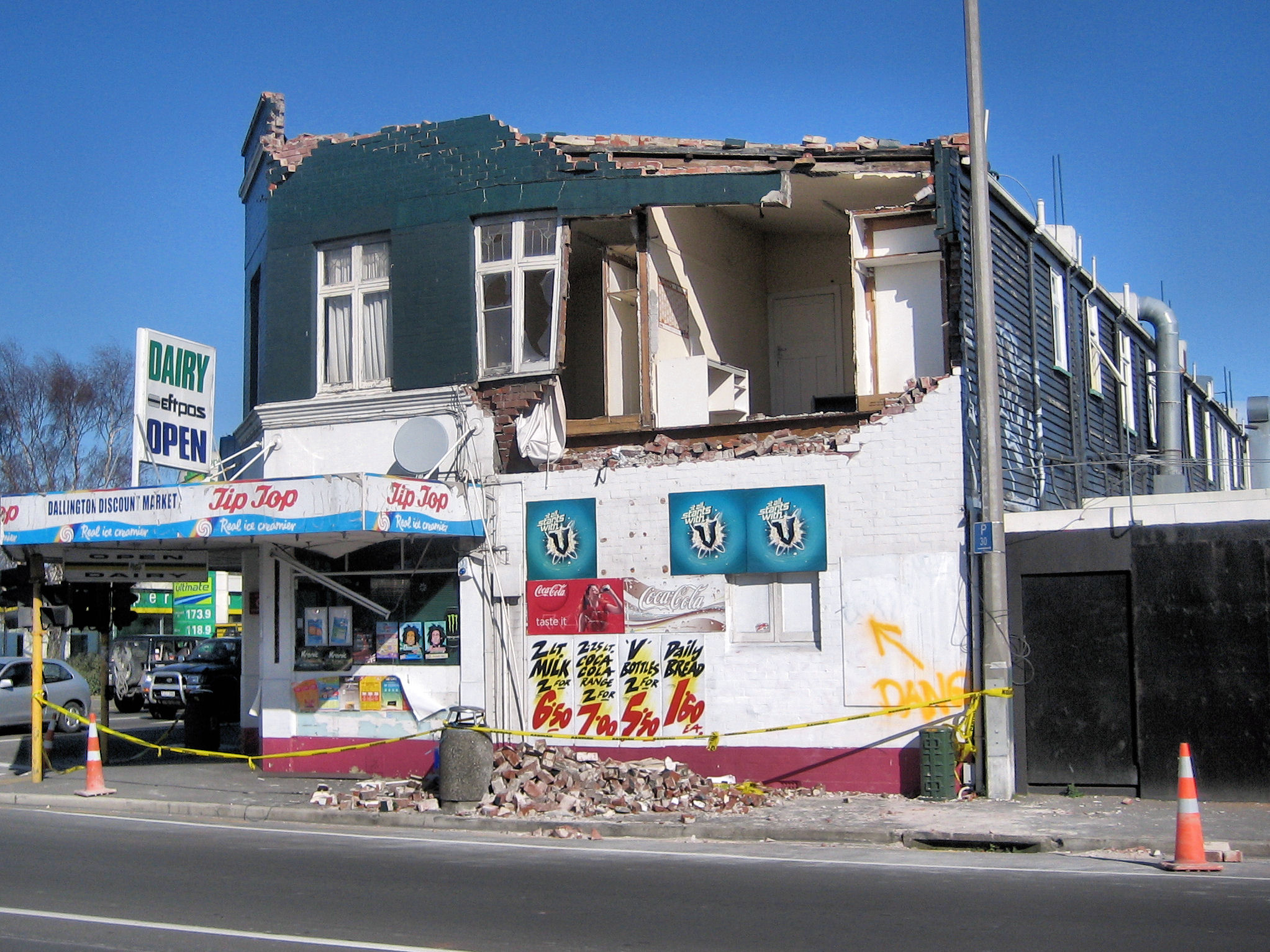
Gebäude in Christchurch

Das Erdbeben ereignete sich infolge einer Blattverschiebung innerhalb der Kruste der Pazifischen Platte in der Nähe der östlichen Ausläufer der Südalpen, am westlichen Rand der Canterbury Plains.
Das Erdbebenzentrum lag etwa 40 km westlich von Christchurch nahe der Stadt Darfield und damit 80–90 km südlich und östlich des eigentlichen Verlaufes der Grenze zwischen der australischen und der pazifischen Platte durch die Insel (entlang der Alpine Fault und der Hope Fault). Das Erdbeben, obwohl es sich nicht direkt an der Plattengrenze ereignete, spiegelt die rechtsseitige Bewegung an einer der zahlreichen regionalen Verwerfungen wider, die mit der allgemeinen Bewegung dieser Platten in Verbindung steht und wohl im Zusammenhang mit der allgemeinen südlichen Ausbreitung des Marlborough-Verwerfungssystems in jüngster geologischer Zeit gesehen werden muss.
Das Darfield-Erdbeben vom 4. September ereignete sich etwa 50 km südöstlich der Stelle, an der sich am 9. März 1929 ein Erdbeben mit der Stärke 7,1 MS am Arthur’s Pass ereignet hatte (siehe Arthur’s-Pass-Erdbeben von 1929).

## Das Beben

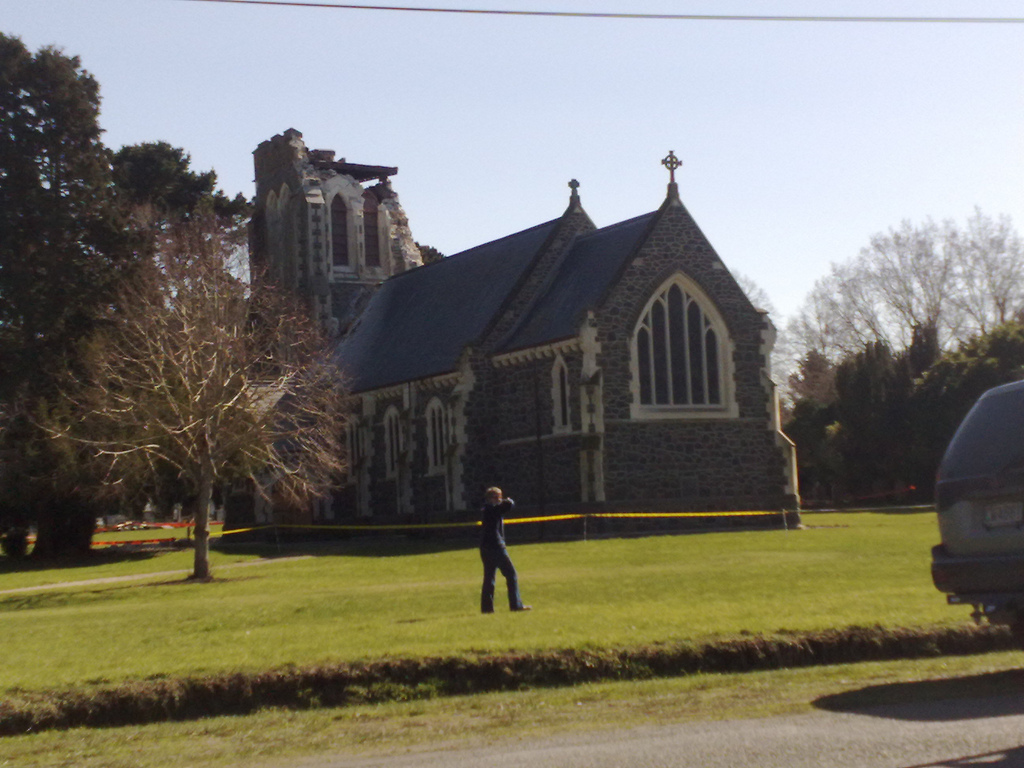
Historische Kirche St John in Hororata

Das Hauptbeben, das sich ohne Vorwarnung am Morgen des 4. September 2010 gegen 4:35 Uhr ereignete, wurde von Menschen als extrem starkes und als ein langes, rollendes und nicht enden wollendes Beben empfunden. Es trat in einer Falte auf, die seit mindestens 16.000 Jahren nicht mehr aktiv war.
Südlich von Darfield entstand durch das Beben ein in östlicher Richtung, direkt nach Christchurch verlaufender 24 km langer Versatz an der Oberfläche, an dem sich die Schollen über drei Meter seitlich gegeneinander verschoben. In Christchurch selbst wurden nach Einschätzungen von Rettungskräften mehr als 500 Gebäude stark beschädigt oder zum Einsturz gebracht.
In dem kleinen Ort Hororata, 15 km südwestlich von Darfield entfernt, wurde die historische Kirche von St John schwer beschädigt. Sie wurde damit neben den Schäden in Christchurch zum Symbol der Zerstörungen durch das Erdbeben.
Über 270 Nachbeben ab der Stärke 3 wurden in folgenden fünf Tagen nach dem Hauptbeben registriert. 150 davon waren für die Bewohner der Gegend spürbar. Davon lagen 60 im Bereich der Erdbebenstärken 4 bis 4,9 und 10 Nachbeben wiesen Stärken von 5 bis 5,5 MW, gemessen jeweils auf der Momenten-Magnituden-Skala, auf. Geologen der GNS Science warnten von weiteren Nachbeben, die unter Umständen auch Stärken von über 6 erreichen könnten. Das folgenreichste Nachbeben mit einer Stärke von 6,3 MW ereignete sich am 22. Februar 2011 und richtete trotz der geringeren freigesetzten Energie erheblich größeren Schaden als das Hauptbeben an.